# 덴마크 유대인 구출

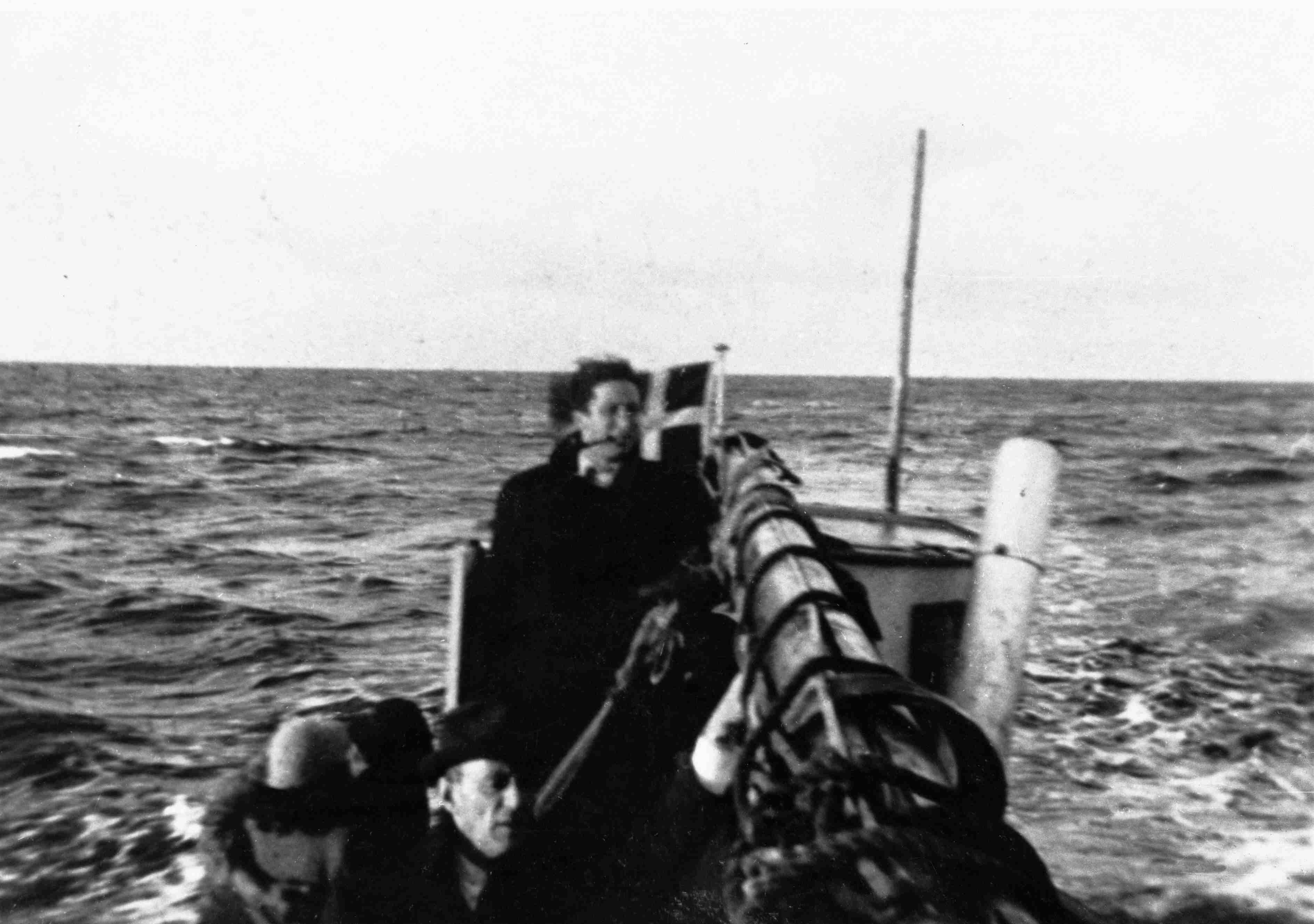
스웨덴으로 향하는 덴마크 유대인들

덴마크 레지스탕스 운동은 많은 덴마크 시민의 도움으로 덴마크의 유대인 8,000명 중 7,500명과 비유대인 배우자 686명을 제2차 세계 대전 동안 바닷길을 통해 인근 중립국 스웨덴으로 대피시켰다. 개별적으로 그리고 공동체적으로 덴마크 유대인들의 주도권과 주체성 또한 이 작전의 성공에 결정적인 요인이었다. 덴마크 유대인들을 체포와 추방으로부터 구하기 위한 많은 노력은 독일의 지도자 아돌프 히틀러가 공식적으로 명령하기 전부터 시작되었다. 1943년 9월 28일, 독일 외교관 게오르크 페르디난트 두크비츠는 이 계획을 덴마크 정부에 유출했다.
이 구출 작전은 제2차 세계 대전 동안 나치 독일이 점령한 국가들에서 침략에 대한 가장 큰 집단 저항 행동 중 하나로 평가된다. 이 구출 작전과 이후 464명의 덴마크 유대인들이 뵈멘-메렌 보호령의 테레지엔슈타트 강제 수용소에 붙잡혀 추방된 후 덴마크의 중재 덕분에 덴마크 유대인 인구의 99%가 홀로코스트에서 살아남았다.

## 추방 명령
독일 점령군은 덴마크 정부가 이를 지지할 것으로 기대할 수 없다는 것이 명백해지자 8,000명의 덴마크 유대인들을 나치 강제 수용소로 추방할 계획을 시작했다. 독일 외교관 게오르크 페르디난트 두크비츠는 덴마크 유대인들을 위해 스웨덴에 안전한 피난처를 확보하려는 헛된 시도를 했다. 스웨덴 정부는 두크비츠에게 나치의 승인이 있어야만 덴마크 유대인들을 받아들일 것이라고 말했고, 나치는 승인 요청을 무시했다.
1943년 9월 28일, 두크비츠는 덴마크 유대인들에 대한 작전 계획을 덴마크 사회민주당 의장 한스 헤드토프트에게 유출했다. 헤드토프트는 덴마크 저항 운동과 유대인 공동체의 수장인 C. B. 헨리크스에게 연락했고, 헨리크스는 차례로 대행 랍비인 마르쿠스 멜키오르 박사에게 경고했다. 9월 29일, 나팔절 예배 전날 아침 예배에서 유대인들은 나치의 계획된 행동에 대해 경고받았다. 그들은 즉시 숨고 모든 친구와 친척에게 이 소식을 전하도록 촉구받았다. 유대인들을 추방하려는 독일의 행동은 덴마크 국교회와 친나치 덴마크 민족사회주의노동자당 (NSWPD)을 제외한 모든 정당들이 즉시 이 행동을 비난하고 동료 유대인 시민들과의 연대를 맹세하게 했다. 그들은 처음으로 공개적으로 점령에 반대했다. 즉시 덴마크 주교들은 모든 시민에게 사목 서한인 '히르데브레브'를 발표했다. 이 서한은 모든 덴마크 성직자들에게 배포되어 다음 일요일에 모든 교회에서 읽히도록 했다.
구조의 초기 단계는 즉흥적으로 이루어졌다. 대다수의 유대인 인구는 주로 셸란드 북부로 이동했으며 주로 대중교통을 이용하여 농가, 헛간, 교회 등에 숨었다. 종종 독일군은 전차와 기차를 타고 이동하는 비정상적인 사람들의 흐름을 못 본 척했다. 여러 부처의 여러 직급에 있는 덴마크 공무원들이 독일의 모든 유대인을 체포하려는 계획을 알게 되자, 그들은 독립적으로 유대인들을 찾아서 숨기기 위한 다양한 조치를 취했다. 일부는 단순히 친구들에게 전화번호부를 뒤져 유대인처럼 들리는 이름을 가진 사람들에게 숨도록 경고해달라고 요청했다. 대부분의 유대인들은 자신들의 운명을 알지 못한 채 며칠 또는 몇 주 동안 숨어 지냈다.

## 스웨덴의 준비와 물류

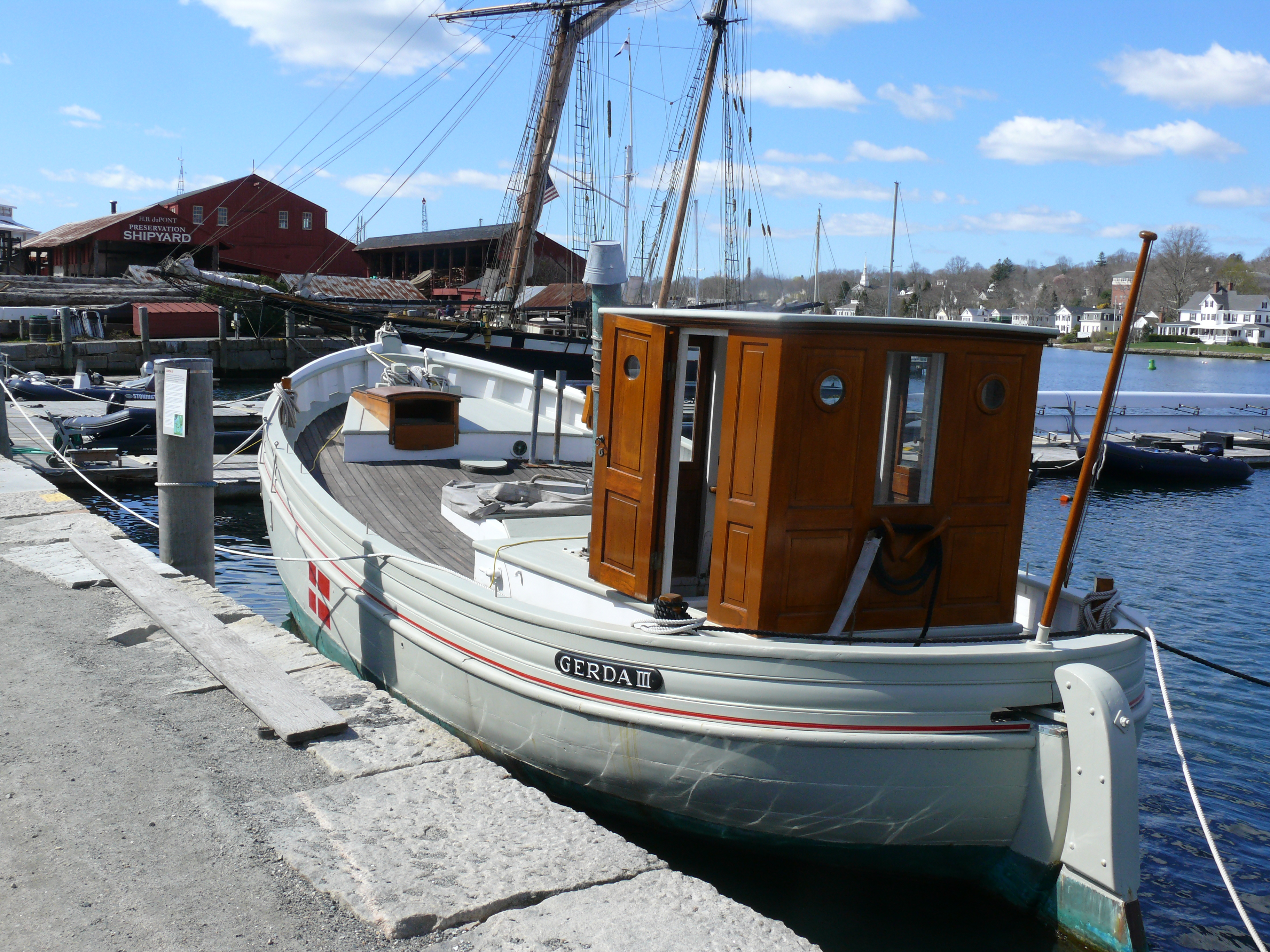
1943년 10월부터 덴마크 등대 및 부표 서비스의 보트 게르다 III는 독일 점령 하 덴마크에서 중립국 스웨덴으로 유대인 난민을 수송하는 데 사용되었다. 매번 약 10명의 난민을 태우고, 이 배는 공식적인 등대 업무를 위해 출항한 후 스웨덴 해안으로 우회했다. 등대 관리인의 딸 헤니 신딩 순되와 게르다 III의 선원들(선장 오토 안데르센, 존 한센, 게르하르트 스테펜센, 아이나르 퇴네센)이 함께 약 300명의 유대인을 안전하게 수송했다.

대부분의 덴마크 유대인들이 숨어 있었지만, 스웨덴으로 안전하게 이동하는 것이 확보되지 않았다면 대부분은 결국 잡혔을 것이다. 스웨덴은 이전에 노르웨이 유대인들을 어느 정도 관련하여 받아들였다. 그러나 노르웨이인들을 구하는 행동은 독일 점령 당국을 다루는 경험 부족으로 인해 완전히 효과적이지 못했다. 8월 29일 덴마크에 계엄령이 선포되자 스웨덴 외교부는 덴마크 유대인들이 즉각적인 위험에 처해 있음을 깨달았다. 8월 31일자 서한에서 코펜하겐 주재 스웨덴 대사는 괴스타 엥젤 법무국장(1938년 나치 정권을 피해 유대인 난민에 대해 논의하기 위해 개최된 에비앙 회의에서 스웨덴을 대표했던 인물)으로부터 "덴마크 유대인을 구출하여 이곳으로 데려오라"는 스웨덴 여권을 발행할 허가를 받았다. 10월 2일, 스웨덴 정부는 스웨덴이 모든 덴마크 유대인을 받아들일 준비가 되어 있다는 공식 성명을 발표했다. 이는 이전에 노르웨이의 독일 점령 당국에 비공식적으로 발표된 메시지와 평행하는 것이었다.
유대인들은 셸란에서 외레순 해협을 건너 스웨덴으로 밀입국하고 수송되었다. 이 항해는 특정 경로와 날씨에 따라 시간이 달라졌지만, 거친 겨울 바다에서는 평균 1시간 미만이었다. 일부는 최대 20톤에 달하는 대형 어선으로 수송되었고, 다른 이들은 노 젓는 배나 카약을 타고 자유를 찾았다. 케치 알바트로스와 등대선 게르다 III는 유대인들을 스웨덴으로 밀입국시키는 데 사용된 두 척의 선박이었다. 일부 난민들은 양국 간 정기 페리의 화물 열차 칸에 밀입국했는데, 이 경로는 거친 바다 항해를 견디기에는 너무 약한 아주 어린이나 노인에게 적합했다. 공작원들은 나치가 검사 후 봉인한 빈 화물 칸에 침입하여 난민들을 차에 태운 후, 추가 검사를 막기 위해 위조 또는 도난된 봉인으로 다시 봉인했다.
어부들은 수송 비용으로 1인당 평균 1,000 덴마크 크로네를 요구했지만, 일부는 50,000크로네까지 요구했다. 당시 평균 월급은 500크로네 미만이었으며, 구출된 유대인의 절반은 노동 계급에 속했다. 가격은 공급과 수요의 시장 원리뿐만 아니라 어부들의 위험 인식에 따라 결정되었다. 덴마크 저항 운동은 구출 작전을 조직하고 자금을 조달하는 데 적극적인 역할을 했으며, 대부분은 이 사업에 거액을 기부한 부유한 덴마크인들로부터 나왔다. 전체적으로 구출 작전은 약 2천만 크로네가 들었을 것으로 추정되며, 이 중 절반은 유대인 가족이 지불했고, 나머지 절반은 기부금과 모금으로 충당되었다.

### 10월 2일 스웨덴 라디오 방송
어머니가 유대인이었던 덴마크 물리학자 닐스 보어는 스웨덴 국왕과 정부 장관들에게 개인적으로 호소하여 동포들을 위해 확고한 입장을 취했다. 그레타 가르보가 보어를 아는 사이였고 설득력 있는 전화를 한 후 구스타프 5세는 그를 알현했다. 그는 스웨덴으로 비밀리에 떠났고, 스웨덴 정부는 그를 당시 최고 비밀이었던 맨해튼 계획에 참여시키기 위해 즉시 미국으로 수송하도록 조치했다. 보어가 스웨덴 땅에 도착했을 때, 정부 대표들은 그에게 즉시 미국행 비행기에 탑승해야 한다고 말했다. 보어는 거부했다. 그는 관리들에게 — 그리고 결국 국왕에게 — 스웨덴이 라디오와 언론을 통해 덴마크 유대인들을 받아들이기 위해 국경을 개방할 것이라고 발표할 때까지는 어디로도 가지 않을 것이라고 말했다. 보어는 이 사건들을 직접 기록했다. 역사가 리처드 로즈의 설명에 따르면, 9월 30일 보어는 구스타프를 설득하여 스웨덴이 망명을 제공할 의사가 있음을 공개적으로 발표하도록 했고, 10월 2일 스웨덴 라디오는 스웨덴이 유대인 난민을 받아들일 준비가 되어 있다고 방송했다. 로즈와 다른 역사가들은 스웨덴에서의 보어의 행동을 대규모 구출이 일어날 수 없었을 필수적인 전조로 해석한다. 그러나 보어 요소를 전혀 언급하지 않는 폴 A. 레빈에 따르면, 스웨덴 외교부는 1942년에 이미 수립된 정책에 따라 페르 알빈 한손 총리와 크리스티안 귄터 외무장관이 훨씬 이전에 내린 명확한 지시에 따라 행동했다고 한다.

## 구출 작전
구출 작전 초기 며칠 동안 유대인들은 덴마크 해안의 많은 어항으로 이동하여 배를 기다렸지만, 게슈타포 요원들은 항구 주변의 활동에 의심을 품었다 (10월 6일 밤에는 질레레예 교회의 다락방에 숨어 있던 유대인 약 80명이 독일군 병사와 사랑에 빠진 덴마크 소녀의 배신으로 잡혔다). 이후의 구출 작전은 해안의 고립된 지점에서 이루어져야 했다. 차례를 기다리는 동안 유대인들은 게슈타포의 눈을 피해 해안에서 떨어진 숲이나 오두막에 피신했다.
덴마크 항만 경찰과 민간 경찰은 종종 구출 노력에 협력했다. 초기 단계에서 게슈타포는 인력 부족이었고, 독일 육군과 해군이 수송을 막기 위한 게슈타포의 노력을 강화하기 위해 동원되었다. 지휘를 맡은 지역 독일군들은 자신들의 정치적 계산과 활동 부족을 통해 실제로는 탈출을 용이하게 했을 수도 있다.

### 덴마크 구조자 및 저항자 부분 목록
야드바솀 목록에 등재된 덴마크인들은 소수였고, 대부분이 저항군 회원이 아니었지만 자신이 도운 유대인에게 알려진 사람들이었지만, 수천 명은 아니더라도 수백 명의 평범한 덴마크인들이 구출 활동에 참여했다. 그들은 대부분 자발적으로 조직된 소규모 그룹 내에서 "비밀리에" 활동했다. 가명으로만 알려졌기 때문에 도움을 받은 사람들도 그들을 식별할 수 없었고, 따라서 "열방의 의인" 명예에 대한 야드바솀 기준을 충족하지 못했다. 다음은 수년에 걸쳐 이름이 알려진 공식 저항 운동 내외의 몇몇 중요한 구조자들의 부분 목록이다.
- 평화와 자유를 위한 국제 여성 연맹 덴마크 지부의 패니 아른스코브
- 아게와 게르다 베르텔센, 구조자, 게르다는 링비 그룹의 리더였다.
- 엘렌 크리스텐센, 저항 전사, 구조자, 간호사
- 크누드 디비
- 리처드와 비베케 에게
- 헬싱외르 재봉 클럽(덴마크어: Helsingør Syklub)은 유대인을 비밀리에 안전하게 수송하기 위해 생겨났다.[18]
- 요르겐 게르스펠트
- 군나르 그레게르센
- 힐베르트 한센
- 스테픈 한센
- 요르겐 젠크
- 올레 리프만
- 아일러 하우비르크
- 올레 헬비그
- 라이프 B. 헨딜, 덴마크-스웨덴 난민 서비스 설립자
- 에릭 후스펠트, 프로데 야콥센의 링 리더, 덴마크 자유 평의회 회원
- 시그네 (모겐센) 얀센
- 로베르트 옌센
- 에를링 키아르
- 엘스베스 키엘러
- 요르겐 키엘러
- 칼 헨리크 쾨스터
- 구를리 라르센
- 토르모드 라르센
- 홀게르 단스케 저항 단체의 옌스 릴레룬드
- 에바 룬드
- 스테픈 룬드
- 엘렌 W. 닐센
- 스벤 오토 닐센 ("존")
- 로베르트 페테르센
- 헨리 라스무센
- 파울 크리스티안 브란트 레베르그
- 뵈르에 뢴네
- 핀 잔드그렌
- 올레 세허
- 스벤 제후젠
- 라우스트 쇠렌센
- 에릭 스탤모제
- 모겐스 스타펠트
- 헤니 신딩 순되
- 헨리 톰센

### "열방의 의인"
덴마크 저항 운동은 처음에는 이스라엘의 야드바솀에서 "열방의 의인"의 일부로서 집단적인 노력으로만 영예를 얻기를 원했다. 극소수만이 그 영예를 위해 개별적으로 지명되었다. 대신, 덴마크 유대인 구출은 야드바솀에서 국왕과 덴마크 저항 운동에 헌정된 나무 심기와 질레레예 마을의 실제 어선으로 기념되고 있다. 마찬가지로, 워싱턴 D.C.의 미국 홀로코스트 박물관에는 약 1400명의 유대인을 구출하는 데 여러 번 사용된 실제 구조선이 영구 전시되어 있다.
체포 작전을 유출한 독일 관리 게오르크 페르디난트 두크비츠도 야드바솀 목록에 올라 있다.

## 체포 및 테레지엔슈타트 강제 수용소로 추방
코펜하겐에서는 추방 명령이 유대인 설날인 10월 1일 밤부터 2일 새벽에 실행되었는데, 독일군은 모든 유대인이 집에 모여 있을 것이라고 가정했다. 체포 작전은 SS가 조직했으며, 코펜하겐과 셸란 북부에 익숙한 바펜 SS 소속 덴마크인 자원봉사자 약 50명과 경찰 대대 2개를 동원했다. SS는 5인조 팀으로 구성되었으며, 각 팀에는 덴마크인 1명, 차량 1대, 확인할 주소 목록이 주어졌다. 대부분의 팀은 아무도 찾지 못했지만, 한 팀은 다섯 번째 주소에서 유대인 4명을 발견했다. 15,000 크로네의 뇌물은 거절되었고, 현금은 파괴되었다.
스웨덴으로 탈출하지 못한 580명의 덴마크 유대인 중 464명이 체포되었다.
그들은 담요 2개, 3-4일치의 식량, 작은 여행 가방을 가져갈 수 있었다. 그들은 몇 척의 대형 선박이 기다리고 있는 항구 랑엘리니로 수송되었다. 덴마크 바펜 SS 대원 중 한 명은 유대인들이 단치히로 보내지고 있다고 생각했다.
덴마크 유대인들은 최종적으로 독일 점령 하 체코슬로바키아의 테레지엔슈타트 강제 수용소로 보내졌다. 이 유대인들이 추방된 후, 덴마크 고위 공무원들은 독일인들에게 수감자들을 위한 식량과 의약품 꾸러미를 받아들이도록 설득했다. 또한 덴마크는 독일인들에게 덴마크 유대인들을 절멸 수용소로 추방하지 않도록 설득했다. 이는 덴마크 적십자사를 이용하여 테레지엔슈타트의 덴마크 유대인들의 상태를 자주 모니터링하는 덴마크의 정치적 압력을 통해 달성되었다. 테레지엔슈타트에서 총 51명의 덴마크 유대인들(대부분 노인)이 질병으로 사망했다.

### 폴케 베르나도트의 구출
1945년 4월, 전쟁이 끝날 무렵, 생존한 425명의 덴마크 유대인(일부는 수용소에서 태어남)은 스웨덴 적십자사의 폴케 베르나도트가 이끄는 작전에 의해 구출된 수천 명의 유대인 중 일부였다. 베르나도트는 억류된 노르웨이인, 덴마크인, 서유럽 수감자들을 독일 강제 수용소에서 스웨덴 병원으로 수송하는 것을 조직했다. 베르나도트 원정대의 하얀 버스로 약 15,000명이 안전하게 대피했다.

## 여파
약 116명의 덴마크 유대인들이 전쟁이 끝날 때까지 덴마크에 숨어 있었고, 일부는 사고로 사망하거나 자살했으며, 소수는 특별히 머물 수 있는 허가를 받았다.
홀로코스트 기간 동안 덴마크 유대인들의 사상자는 유럽 점령국들 중 가장 낮았다. 야드바솀은 쇼아에서 살해된 덴마크 유대인이 102명에 불과하다고 기록하고 있다.
독일의 실패한 추방 시도와 유대인 구출 작전은 덴마크에서 저항 운동을 더 넓은 반나치 정서와 연결시키는 중요한 단계였다. 여러 면에서 1943년 10월과 유대인 구출은 대부분의 사람들의 전쟁과 점령에 대한 인식을 변화시키는 전환점이 되었고, 이는 전설의 "주관적-심리적" 토대를 제공했다.
체포 작전 며칠 후, 뉴욕 데일리 뉴스의 작은 기사에 다윗의 별 착용에 대한 이야기가 보도되었다. 이 이야기는 덴마크 국왕 크리스티안 10세가 덴마크 유대인들이 노란색 다윗의 별을 강제로 착용해야 한다면 자신과 모든 덴마크 국민도 그렇게 할 것이라고 독일 당국에 말했다고 전해진다. 이 이야기는 덴마크에서 그런 요구가 전혀 제기된 적이 없으므로 완전히 허구이다. 나중에 이 이야기는 레온 유리스의 소설 엑소더스와 그 영화 각색판에서 인기를 얻었다. 정치 이론가 한나 아렌트도 그녀의 르포르타주 책인 예루살렘의 아이히만에서 덴마크에 대한 논의 중 이 이야기를 언급한다.

## 설명

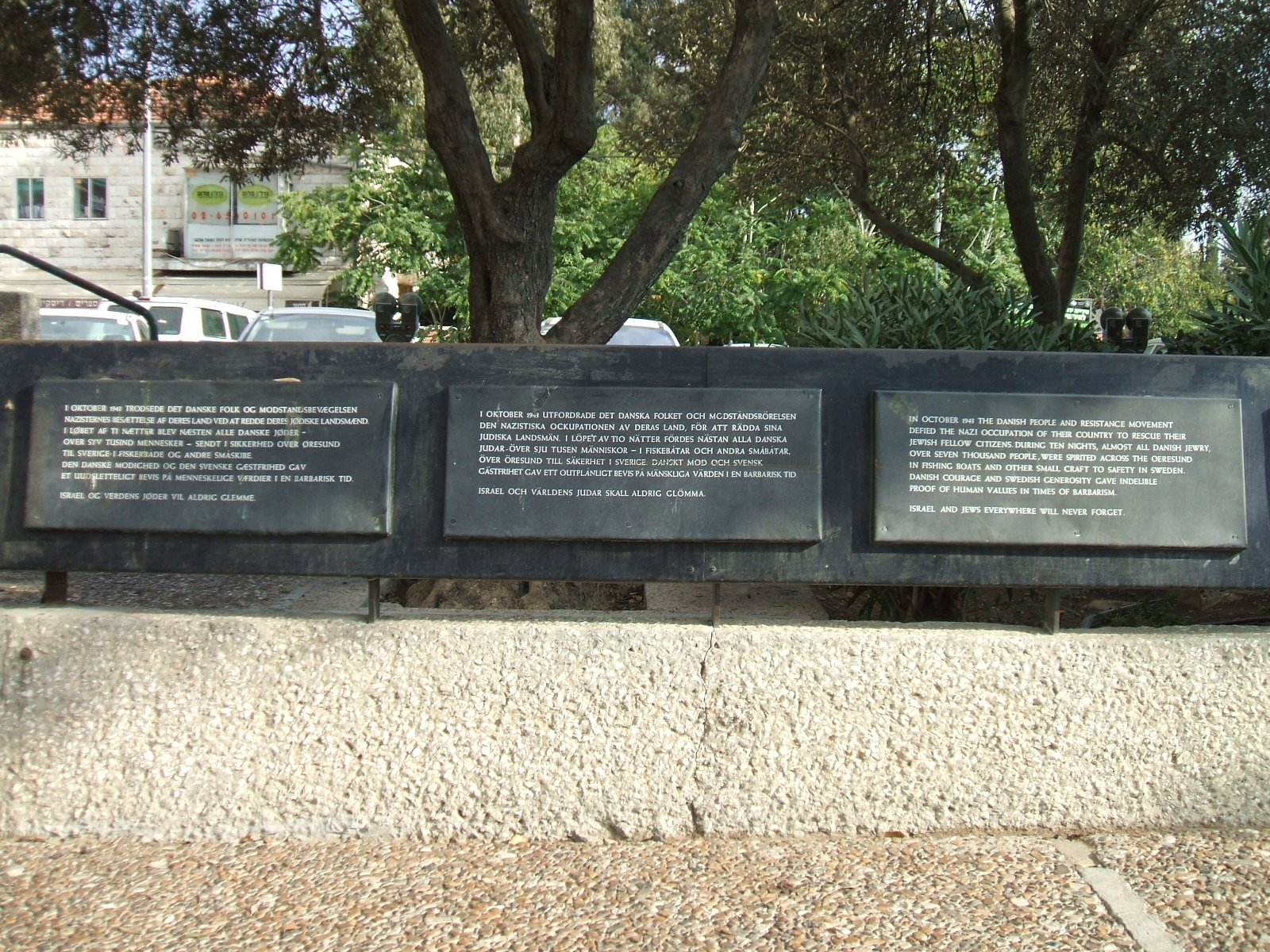
예루살렘 "덴마크 광장"의 기념물

나치 점령 하 유럽의 다른 지역에서 비슷한 작전이 덜 성공적이었던 것에 비해 덴마크 유대인 인구 보호 노력의 성공을 설명하기 위해 다양한 설명이 제시되었다.
- 덴마크 주재 독일 제국 전권대사 베르너 베스트는 1943년 10월 8일 히틀러에게 전보를 보내 체포 작전을 촉발했음에도 불구하고 이를 강제하지 않았다. 그는 두크비츠의 체포 작전 취소 노력에 대해 알고 있었고, 유대인들이 스웨덴으로 탈출할 가능성도 알고 있었지만, 독일과 덴마크의 관계를 유지하기 위해 이를 묵인했다 (덴마크 해안을 경비하던 베르마흐트도 마찬가지였다).[28] 생존자의 증언에 따르면, 베스트 자신도 생존자에게 탈출하라고 경고했다.[29]

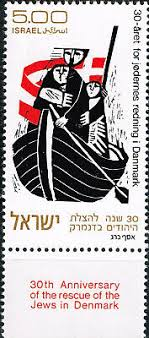
1973년 덴마크 유대인 구출을 기념하는 이스라엘 우표

- 물류적으로 이 작전은 비교적 간단했다. 덴마크의 유대인 인구는 상대적으로나 절대적으로나 적었으며, 대부분의 덴마크 유대인들은 코펜하겐이나 그 근처에 살았는데, 이 곳은 중립국 스웨덴에서 짧은 뱃길 거리(보통 5 to 10 킬로미터 (3 to 6 mi))에 불과했다. 위험했지만, 뱃길은 육로 여행보다 숨기기가 더 쉬웠다.
- 19세기 중반부터 덴마크에서는 특정 유형의 국민낭만주의가 발전했다. 이 국민주의의 특징은 "작음"의 중요성, 긴밀한 공동체, 전통에 대한 강조였다. 이 국민주의는 주로 덴마크가 강대국으로 자리매김하는 데 실패하고 포격선 전쟁과 제2차 슐레스비히 전쟁에서 패배한 것에 대한 반응이었다. 레니 야힐 (덴마크 유대인 구출: 민주주의의 시험, 1969)과 같은 일부 역사가들은 덴마크의 영적 지도자 니콜라스 그룬트비의 영향을 받은 비공격적인 형태의 덴마크 국민주의가 덴마크인들이 유대인의 곤경에 공감하도록 격려했다고 믿는다. 비록 독일 침공 훨씬 이전부터 덴마크에 소규모의 반유대주의가 존재했음에도 불구하고 말이다.[30]
- 덴마크의 유대인 인구는 오랫동안 덴마크 사회에 철저히 통합되어 있었으며, 소규모 유대인 공동체의 일부 구성원들은 저명한 지위에 올랐다. 결과적으로, 대부분의 덴마크인들은 덴마크 유대인에 대한 나치의 행동을 모든 덴마크인에 대한 모욕으로 인식하고, 자국 시민 보호를 위해 단결했다. 대부분의 덴마크 유대인들의 개인적인 주도권과 행동력 또한 작전 성공의 기여 요인이었다.
- 덴마크에서 유대인 추방은 제2차 세계 대전 중 노르웨이 유대인 추방 1년 후에 이루어졌다. 이는 스칸디나비아 전역에 분노를 불러일으켰고, 덴마크 유대인들에게 경고를 주었으며, 스웨덴 정부가 나치로부터 탈출한 모든 유대인들을 받아들일 것이라고 선언하도록 압력을 가했다.[31]
- 독일이 덴마크 유대인들을 추방하라고 요구한 것은 스탈린그라드 전투 이후 나치가 전쟁에서 패배하고 있다는 것이 분명해진 때였다. 이는 스웨덴이 유대인들의 스웨덴 입국을 허용한 데 기여한 요인 중 하나였다.

## 대중문화
영화
- 유일한 길 1970년 제2차 세계 대전 중 덴마크 유대인들이 스웨덴으로 탈출하는 것을 다룬 영화
- 10월의 하루 1991년 제2차 세계 대전 중 덴마크 유대인들이 스웨덴으로 탈출하는 것을 다룬 영화
- 자정의 기적 1998년 제2차 세계 대전 중 덴마크 유대인들이 스웨덴으로 탈출하는 것을 다룬 미국 TV 영화
- 덴마크 해법: 덴마크 유대인 구출 2003년 제2차 세계 대전 중 덴마크 유대인들이 스웨덴으로 탈출하는 것을 다룬 다큐멘터리
- 물 건너 2016년 제2차 세계 대전 중 덴마크 유대인들을 구출한 닐스 뵈르예 룬드 페르디난센의 실화를 바탕으로 한 영화

책
- 밤의 감시 (1967) 엘리엇 아놀드의 역사 소설로, 제2차 세계 대전 중 덴마크 유대인들이 스웨덴으로 탈출하는 것을 다룬다.[32]
- 별을 헤아리며 (1989) 로이스 로리의 역사 소설로, 제2차 세계 대전 중 덴마크 유대인들이 스웨덴으로 탈출하는 것을 다룬다.
- 희망 품기: 헨니 신딩이 덴마크 유대인들의 나치 탈출을 도운 실화 (2023) 수잔 후드 (하퍼콜린스)의 역사 소설.[33]

## 같이 보기
- 제2차 세계 대전 중의 덴마크
- 불가리아 유대인 구출
- 유대인의 역사
- 나치 전쟁 범죄
- 헤드비그 델보, 게슈타포 요원

## 내용주
1. 1 2  Goldberger 1987, xx, 2쪽.
2. ↑  Arnheim, Arthur (2015). 《Truet minoritet søger beskyttelse - Jødernes historie I Danmark 1619-2001》 [위협받는 소수자 보호를 모색하다 - 덴마크 유대인의 역사] (덴마크어) 1판. Denmark: Syddansk Universitetsforlag. ISBN 978-87-7674-815-9.
3. ↑  쾨니히스베르크 대학교 철학박사
4. 1 2  Levine, Paul A. From Indifference to Activism: Swedish Diplomacy and the Holocaust: 1938–1944, Uppsala 1996.
5. ↑  “덴마크 유대인 지원 – 왜 그렇게 많은 사람들이 도왔고 위험은 무엇이었는가?”. folkedrab.dk. 2015년 9월 23일. 2016년 3월 30일에 원본 문서에서 보존된 문서. 2018년 4월 4일에 확인함.
6. 1 2 3  이 인용문들은 나치 시대 보어의 정치적 활동을 설명한다.
  - 닐스 보어: 전집. 정치 영역 (1934–1961), 닐스 보어, 레옹 로젠펠트, 핀 아아세루드, 엘스비어, 2005, p. 14
  - 덴마크 유대인의 구출: 스트레스 상황에서의 도덕적 용기, 레오 골드버거, 뉴욕 대학교 출판부, 1987, p. 10
  - 유럽 유대인의 파괴. 라울 힐베르그, 예일 대학교 출판부, 2003, 2권, p. 596
  - 닐스 보어의 시대, 물리학, 철학, 정치학에서. 아브라함 파이스, 클래런던 프레스, 옥스포드, 1991, p. 488
  - 저항 전사: 덴마크 저항의 개인사. 요르겐 킬러, 게펜 출판사, 2001, pp. 91–93
7. ↑  브렛, 데이비드. 가르보: 신성한 스타. 롭슨 프레스, 2013.
8. ↑  Bohr, Niels; Aaserud, Finn (2005). 《정치 무대 (1934-1961)》. 엘스비어. 14쪽. ISBN 978-0-444-51336-6. 2011년 5월 27일에 확인함.
9. ↑  Goldberger 1987, 10쪽.
10. ↑  크리스티안 토르첸, 질레레예 1943년 10월, 코펜하겐: 프레마드, 1970
11. ↑  Paulssen Gunnar S (1995). 《외레순 다리: 나치 점령 하 덴마크에서 유대인 추방에 대한 역사서술》. 《J. Contemp. Hist.》 30. 431–464쪽. doi:10.1177/002200949503000304. S2CID 162324125.
12. 1 2  한스 키르히호프 (1995). 《덴마크: 홀로코스트의 어둠 속 한 줄기 빛? 구나르 S. 폴슨에 대한 답변》. 《현대사 저널》 30. 465–479쪽. doi:10.1177/002200949503000305. JSTOR 261158. S2CID 154067012.
13. ↑  플렌더, 해롤드. 덴마크에서의 구출, W. H. 앨런, 런던, 1963
14. 1 2  Goldberger 1987.
15. ↑  데틀레프센, 헨리크. 불법 스웨덴 루트, 오덴세 대학교 출판부, 덴마크 오덴세, 1993
16. ↑  베르너, 에미 E. 품위 있는 음모, 웨스트뷰 프레스, 2002
17. ↑  “저항 데이터베이스 - 메인 페이지”. 《modstand.natmus.dk》. 2018년 4월 5일에 원본 문서에서 보존된 문서. 2018년 4월 4일에 확인함.
18. ↑  앤 바이어스 (2011). 《덴마크 유대인 구출: 홀로코스트의 영웅적인 이야기》. 엔슬로 퍼블리셔스, Inc. 57–66쪽. ISBN 978-0-7660-3321-4.
19. ↑  “덴마크 유대인의 구출 - www.yadvashem.org”. 《www.yadvashem.org》. 2017년 10월 20일에 원본 문서에서 보존된 문서. 2018년 4월 4일에 확인함.
20. ↑  “저항과 구출 - www.yadvashem.org”. 《www.yadvashem.org》. 2017년 10월 20일에 원본 문서에서 보존된 문서. 2018년 4월 4일에 확인함.
21. ↑  독일 — 두크비츠, 게오르크 페르디난트
22. ↑  덴마크 유대인 구출에서 두크비츠의 역할에 대한 다른 해석은 다음을 참조하라:  보관됨 2014-07-18 - 웨이백 머신 빌햐울름손, 빌햐울름뮈르 오. "나는 내가 무엇을 해야 할지 안다" 람밤 15:2006
23. ↑  크리스텐센, C. B.; 폴센, N. B.; 스미스, P. S., 하켄크로이츠와 단네브로그 아래: 바펜 SS의 덴마크인 1940–45, p. 254–257, 아스케호그, 2006 (하드커버, ISBN 978-87-11-11843-6). (덴마크어)
24. ↑  “폴케 베르나도테 백작”. 2021년 5월 15일에 원본 문서에서 보존된 문서. 2021년 7월 6일에 확인함.
25. ↑  아렌트, 한나 (2006). 《예루살렘의 아이히만: 악의 평범성에 대한 보고서》. 펭귄. 171쪽. ISBN 978-0-14-303988-4. 2018년 6월 28일에 확인함. 독일인들이 노란 배지 도입에 대해 다소 조심스럽게 접근했을 때, 그들은 국왕이 먼저 그것을 착용할 것이라고 간단히 들었다...
26. ↑  레니 야힐, 덴마크 유대인 구출, 민주주의의 시험, 1966
27. ↑  요르겐 헤스트룹, 국가를 위해, 1966
28. ↑  덴마크 유대인 박물관 보관됨 2011-07-18 - 웨이백 머신
29. ↑  보딘 사피르, 알렉산더 (2018년 10월 21일). “나치의 밀고로 조부모를 구하다”. 《BBC 뉴스》. 2019년 4월 22일에 원본 문서에서 보존된 문서. 2022년 1월 29일에 확인함.
30. ↑  벅서, 앤드루. "홀로코스트 중의 구출과 문화적 맥락: 그룬트비주의 국민주의와 덴마크 유대인 구출". 쇼파르 19(2), 2001.
31. ↑  스톡홀름 유대인 박물관
32. ↑  “희망 품기: 헨니 신딩이 덴마크 유대인들의 나치 탈출을 도운 실화”.